# 崔书香
崔书香（1914年3月30日—2006年5月31日），女，河北故城人，中华人民共和国统计学家，中央财经大学教授。

## 生平
1914年3月30日，崔书香出生于天津市。
1929年，崔书香考入南开大学两年制预科班。1935年，毕业于南开大学商学院，获得经济学学士学位。1935年至1936年，在清华大学经济系攻读研究生。1936年9月至1937年8月，在美国威斯康辛大学农经系学习。1937年至1940年（一说1939年），在美国拉德克利夫学院经济系学习。1940年至1946年（一说1945年），担任重庆南开大学经济研究所教授，兼任重庆大学教授。1947年至1948年，担任北京燕京大学教授。1948年至1952年，担任北京辅仁大学教授。1952年，转任中央财经学院（1996年改称中央财经大学）教授。
1965年，崔书香赴湖南省武冈县参加了一年的四清运动。1966年8月，因文化大革命被北京大学红卫兵抄家。1969年至1971年，在河南信阳马集的五七干校劳动。
1980年，崔书香任中华外国经济学说研究会理事。1984年，任北京市统计学会常务理事。1993年，享受国务院政府特殊津贴。
2006年5月31日20时20分在北京逝世，享年92岁。

## 家庭
- 丈夫：陈振汉（1912年—2008年）